# Tinea amphitrite
Tinea amphitrite är en fjärilsart som beskrevs av Edward Meyrick 1932. Tinea amphitrite ingår i släktet Tinea och familjen äkta malar.
Artens utbredningsområde är Uganda. Inga underarter finns listade i Catalogue of Life.